# Sycon lambei
Sycon lambei är en svampdjursart som beskrevs av Arthur Dendy och R.W. Harold Row 1913. Sycon lambei ingår i släktet Sycon och familjen Sycettidae. Inga underarter finns listade i Catalogue of Life.